# TT366
TT366 (Theban Tomb 366) è la sigla che identifica una delle Tombe dei Nobili ubicate nell'area della cosiddetta Necropoli Tebana, sulla sponda occidentale del Nilo dinanzi alla città di Luxor, in Egitto. Destinata a sepolture di nobili e funzionari connessi alle case regnanti, specie del Nuovo Regno, l'area venne sfruttata, come necropoli, fin dall'Antico Regno e, successivamente, sino al periodo Saitico (con la XXVI dinastia) e Tolemaico.

## Titolare
TT366 era la tomba di:
| Titolare | Titolo                    | Necropoli  | Dinastia/Periodo                    | Note |
| -------- | ------------------------- | ---------- | ----------------------------------- | ---- |
| Djar     | Custode dell'harem del re | El-Assasif | XI dinastia (Montuhotep Nebhapetra) |      |

## Biografia
Nessuna notizia biografica è ricavabile.

## La tomba

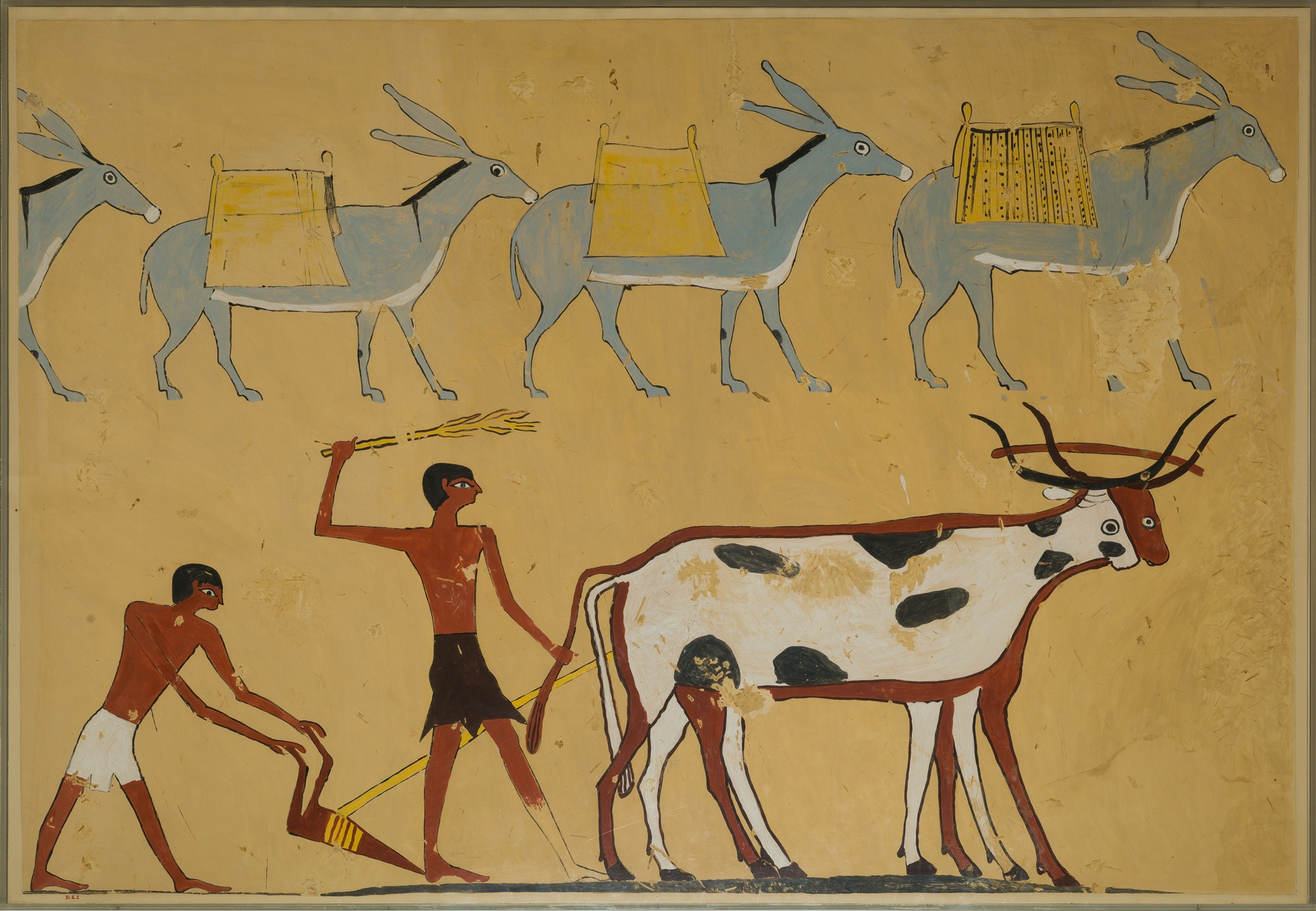
Uomini che trasportano animali (4 in planimetria) (Disegno di N. de Garis Davies Metropolitan Museum cat. 31.6.2 EGDP013009)

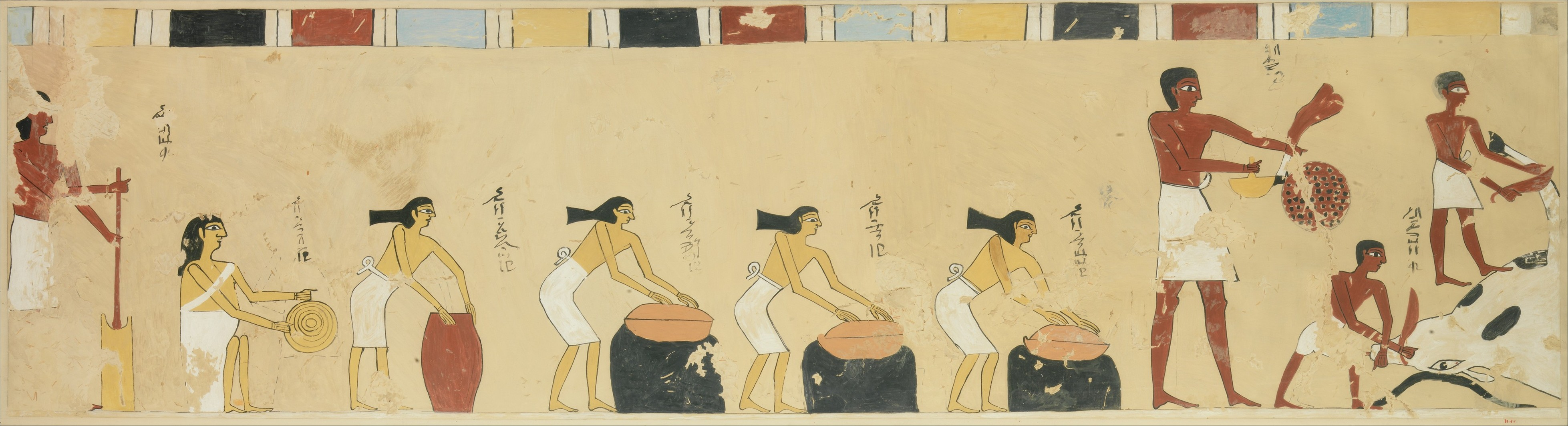
Donne che preparano cibi (Disegno di N. de Garis Davies Metropolitan Museum cat. DP204510)

TT366 è preceduta da un'imponente facciata con pilastri da cui accede ad un'anticamera con pilastri che immette in un corridoio perpendicolare alla facciata stessa. Sulle pareti dell'anticamera: su due registri sovrapposti (1 in planimetria) resti di scene di caccia (?), di cui restano visibili alcune faretre e uomini che trattengono gazzelle, nel registro inferiore ippopotami e barche; poco oltre (2), su due registri, scene della processione funeraria, i resti due alberi e di un combattimento tra tori, preparazione di cibi e bevande con cuoche e macellai. Su altra parete (3) quattro preti con un cane dinanzi al defunto; poco oltre (4) uomini che trasportano animali e scene di pulizia della cacciagione. Sui pilastri:
- A lato a: capre arrampicate su alberi e uomini che colgono datteri;
- B lato a: su tre registri uomini con asini carichi e scene di aratura;
- C lato a: su due registri, uomini trascinano un toro, un uomo che aiuta una vacca a partorire e un'altra con il vitello;
- D lato a: il defunto ispeziona due file di lottatori;
- D lato b, E lato a, F lato a: solo schizzi di un uomo rispettivamente con un gancio, con una barca e un uccello;
- H lato a: resti di scene di mercato;
- H lato b: schizzo di una barca.

Nel corridoio: su due registri (5) costruzione di barche, pulizia del pescato e uomini a caccia di coccodrilli; sulla parete opposta (6) artigiani, uomini che accompagnano tori e un prete dinanzi a una tavole per offerte. Sul fondo del corridoio (7) una stele iscritta..

### Annotazioni
1. ↑  La numerazione dei locali e delle pareti segue quella di Porter e Moss 1927, p. 428.
2. ↑  La prima numerazione delle tombe, dalla numero 1 alla 252, risale al 1913 con l'edizione del "Topographical Catalogue of the Private Tombs of Thebes" di Alan Gardiner e Arthur Weigall. Le tombe erano numerate in ordine di scoperta e non geografico; ugualmente in ordine cronologico di scoperta sono le tombe dalla 253 in poi.
3. ↑  I campi della Duat, ovvero l'aldilà egizio, si trovavano, secondo le credenze, proprio sulla riva occidentale del grande fiume.
4. ↑  Nella sua epoca di utilizzo, l'area era nota come "Quella di fronte al suo Signore" (con riferimento alla riva orientale, dove si trovavano le strutture dei Palazzi di residenza dei re e i templi dei principali dei) o, più semplicemente, "Occidente di Tebe".
5. ↑  le Tombe dei Nobili, benché raggruppate in un'unica area, sono di fatto distribuite su più necropoli distinte.
6. ↑  Le note, sovente di inquadramento topografico della tomba, sono tratte, fino alla TT252, dal "Topographical Catalogue" di Gardiner e Weigall, ed. 1913 e fanno perciò riferimento alla situazione dell'epoca.

### Fonti
1. ↑  Gardiner e Weigall 1913.
2. ↑  Donadoni 1999,  p. 115.
3. ↑  Porter e Moss 1927, p. 429.
4. ↑  Porter e Moss 1927,  p. 429.
5. ↑  Porter e Moss 1927,  pp. 429-430.